# Надін Шах
Надін Петра Катаріна Шах (англ. Nadine Petra Katarina Shah, нар. 16 січня 1986) — музикантка, вокалістка і авторка пісень.

## Дискографія

### Студійні альбоми
- Love Your Dum and Mad — Липень 2013
- Fast Food — Квітень 2015
- Holiday Destination  — Серпень 2017
- Kitchen Sink  — Червень 2020
- Filthy Underneath - Лютий 2024